# Ecnomus japonicus
Ecnomus japonicus är en nattsländeart som beskrevs av Fischer 1970. Ecnomus japonicus ingår i släktet Ecnomus och familjen trattnattsländor. Inga underarter finns listade i Catalogue of Life.